# Adrien Prével
Adrien Prével est un joueur français de volley-ball né le 29 avril 1986. Il mesure 1,97 m et joue réceptionneur-attaquant.

## Biographie
Adrien Prével a commencé le volley à Vincennes. Il suit une formation à l'INSEP afin de devenir journaliste sportif.

## Clubs
| Club                     | De        | À         |
| ------------------------ | --------- | --------- |
| Le Plessis-Robinson VB   | 2007-2008 | 2010-2011 |
| Tours VB                 | 2011-2012 | 2011-2012 |
| Le Plessis-Robinson VB   | 2012-2013 | 2012-2013 |
| Club Alès en Cévennes VB | 2013-2014 | 2014-2015 |
| Topvolley Antwerpen      | 2015-2016 | 2015-2016 |
| TV Amriswil              | 2016-2017 | 2016-2017 |
| Lausanne UC              | 2017-2018 | 2021-2022 |

## Palmarès
- Championnat de France (1)
  - Vainqueur : 2012

- Championnat de France de Nationale 2 (1)
  - Vainqueur : 2004

- Coupe de Belgique (1)
  - Vainqueur : 2016

- Championnat de Suisse (1)
  - Vainqueur : 2017

- Coupe de Suisse (1)
  - Vainqueur : 2017

- Supercoupe de Suisse (1)
  - Vainqueur : 2017